# グリー (企業)
株式会社グリー（英: GREE, Inc.）は、日本のインターネット企業。グリーホールディングス株式会社の完全子会社。コンピュータエンターテインメント協会正会員。ソーシャル・ネットワーキング・サービス (SNS) の「GREE」を運営し、ソーシャルメディア事業の中核としている。
本稿では、持株会社であるグリーホールディングス株式会社（英: GREE Holdings, Inc.）についても記述する。

## 概要
2004年2月21日、創業者の田中良和によって個人的な趣味として一人で開発されたGREEの後の利用者の増加により、個人での運営が困難な規模となったため、運営母体としてグリー株式会社が設立された。
本社は東京都港区に所在する。最初の本社の所在地は東京都港区白金で、1回目の本社移転以降は全て六本木に所在する（4丁目→3丁目→4丁目→6丁目）。

## 沿革
- 2004年（平成16年）
  - 12月7日 - 東京都港区白金にGREEの運営を目的としたグリー株式会社を設立。
- 2005年（平成17年）
  - 7月 - グロービスキャピタルパートナーズに対して、第三者割当増資を実施。
  - 7月 - 東京都港区六本木4-11-13 ランディック六本木ビル6Fに本社移転。
- 2006年（平成18年）
  - 7月 - KDDIに対して、第三者割当増資を実施。
- 2007年（平成19年）
  - 2月 - 東京都港区六本木3-5-27 六本木YAMADAビル6Fに本社移転。
- 2008年（平成20年）
  - 3月 - 東京都港区六本木4-1-4 黒崎ビルに本社移転。
  - 12月 - 東京証券取引所マザーズ市場上場。
- 2010年（平成22年）
  - 6月8日 - 東京証券取引所1部市場変更。
  - 7月20日 - 六本木6-10-1 六本木ヒルズ森タワーに本社移転。
- 2013年
  - 11月5日 - 希望退職200人の募集に205人が応募したと発表[8][9]。
- 2017年
  - 7月7日 - 欧米市場向けの戦略拠点を担っていた米子会社のGREE International Entertainment（GIE）を同日付で閉鎖し、海外でのゲーム開発事業から撤退すると発表した。
- 2022年（令和4年）
  - 3月22日 - 六本木6-11-1 六本木ヒルズゲートタワーに本社移転。
- 2023年（令和5年）
  - 1月 - REALITY Studios株式会社を設立。REALITY XR cloud株式会社を設立。
- 2024年（令和6年）
  - 8月21日 - 後述の持株会社体制に移行する目的で株式会社グリーを設立[2][10]。
  - 11月1日 - GREE Studios株式会社を設立[11]。
- 2025年（令和7年）
  - 1月1日 - 2024年9月27日開催の定時株主総会での承認を前提として、グリー株式会社はグリーホールディングス株式会社に商号変更すると同時に同社のプラットフォーム事業並びに開発事業を株式会社グリーに同日付で会社分割により承継[2][10]。WFSがポケラボを吸収合併、およびWFSのコンシューマゲーム事業をGREE Studiosへ承継[11]。

## 情勢
- 2010年（平成22年） - 2010年度の日本でのCM放送回数が1位になったと、CM総合研究所が報道した（2万4646回）。2位のソフトバンクモバイルの2倍以上。
- 2011年（平成23年）9月9日 - 東証1部の日次の売買代金でトヨタを抜いて連日1位と日経新聞で報道される。また、東京証券取引所の上場企業として時価総額が100位となり「大型株」となったと、日経クイックニュースで報道される。
- 2011年（平成23年）12月6日 - 世界最大級のゲームプラットフォームとなる「GREE Platform」の構築を発表。日本国内のGREEと買収した米OpenFeintを統合、現在の1.5億ユーザーを1年で3億ユーザーに倍増させ、将来的に10億ユーザーを目指すとしている。
- 2012年（平成24年）5月24日 - 「GREE Platform」正式展開開始。
- 2015年（平成27年） - 08年12月に上場して以来、初の最終赤字となった。

## グリーホールディングスのグループ会社

### ゲーム・アニメ事業
- WFS（2014年2月設立）
- グリーエンターテインメント（2021年7月設立）
- GREE Studios（2024年11月設立）
- グリー（2024年8月設立）

### メタバース事業
- REALITY
- REALITY Studios
- BLRD PTE. LTD.

### DX事業
- Glossom（2013年11月設立）
- グリーライフスタイル
- ExPlay（2016年4月設立）
- アウモ
- ジョブダ（2023年7月設立）

### マンガ事業
- DADAN

### 投資事業
- グリーベンチャーズ（2011年11月設立）
- STRIVE
- GREE Capital Partners, LLC.

### 特例子会社
- グリービジネスオペレーションズ（2012年5月設立）

### 過去のグループ会社
- グリーアドバタイジング
- グリービジネスオペレーションズ（2012年5月設立）
- スマートシッター（2014年7月設立）
- レッスンパス（2015年1月設立）
- セカイエ（2015年1月子会社化）
- リミア（2015年7月設立）
- ファンプレックス（2015年10月設立）
- GREE VR Capital, LLC.（2016年2月設立）
- ポケラボ（2007年11月設立）

### 関連企業
- アニマティック
- オルトダッシュ
- ジープラ
- Epic Voyage

## 広告展開・スポンサー番組

### 現在の提供番組
なし。

### 過去の提供番組
※太字は一社提供番組。
- 日本テレビ系
  - 眠れぬ街のアプリンス
  - 世界まる見え!テレビ特捜部
  - 行列のできる法律相談所
  - Going!Sports&News
- TBS系
  - V6 LOVE VICTORY ※年末深夜特番、6分提供
  - EXILE魂 ※MBSとの共同制作、但し2011年11月までは30秒だった。
  - E-Girlsが!モンクの叫び
  - さんまのSUPERからくりTV
- テレビ東京系
  - バカソウル
  - 探検ドリランドシリーズ[注 1]
    - 探検ドリランド
    - 探検ドリランド -1000年の真宝-

  - 絶対防衛レヴィアタン
  - 聖戦ケルベロス 竜刻のファタリテ（事実上最後の提供番組）
  - ごるふなでしこ（土曜11時台時代）
  - FOOT×BRAIN
  - 出没!アド街ック天国
  - neo sports
- テレビ朝日系
  - 報道STATION ※月曜のみ
  - ロンドンハーツ
  - シルシルミシルさんデー
  - 大改造!!劇的ビフォーアフター
  - やべっちFC〜日本サッカー応援宣言〜
- フジテレビ系
  - すぽると! ※平日版（隔日）・土曜版共通
  - めちゃ×2イケてるッ!
  - 爆笑 大日本アカン警察

## GREE Labs
毎月、グリー株式会社主催の「オープンソーステクノロジー研究会」が開催される。また、取締役CTOである藤本真樹によるPHPフレームワーク「Ethna」の開発も行っている。

## 釣りゲー訴訟
- 2012年（平成24年）2月23日 - グリーが、自社の釣りゲーム「釣り★スタ」に似たゲーム配信による著作権侵害を受けたとしてディー・エヌ・エー（DeNA）に対し配信差し止めと損害賠償を求めていた訴訟について、東京地裁はDeNAによる著作権侵害を認め、配信差し止めと2億3460万円の損害賠償支払いを命じた。DeNAは「主張が認められなかった」として即日控訴。
- 2012年（平成24年）8月8日 - 控訴審の知財高裁（高部眞規子裁判長）は、DeNAに対し配信差し止めと損害賠償支払いを命じた一審・東京地裁判決を取り消し、グリーの請求を棄却した。グリーは即日、上告を表明した[12]。なお、テレビ東京系で放送の『バカソウル』と『探検ドリランド』のレギュラー番組は通常通り放送された。
- 2013年（平成25年）4月16日 - 上告審の最高裁は、グリーの上告を棄却。これにより知財高裁の判決が確定した[13][14]。また、テレビ東京系で放送された『バカソウル』と『探検ドリランド -1000年の真宝-』、『絶対防衛レヴィアタン』のレギュラー番組は通常通り放送。

## 特許侵害問題
2018年1月24日、グリーは、フィンランドのゲーム会社Supercell が開発・運営するゲーム「クラッシュ・オブ・クラン」「クラッシュ・ロワイヤル」2作品に、自社の保有する特許が使用されていると主張し、訴訟を起こした。Supercellは特許侵害を否定しつつも2018年1月4日に本作より一部機能を削除すると発表し、和解が成立したことから2019年1月に本機能は復旧された。グリーは米国連邦裁判所にも提訴しており、連邦裁判所はSupercellに対して2020年9月に約850万ドル（約8億9200万円）の損害賠償支払いを命じ、侵害が故意によるものだったと認定した。2021年5月10日には残りの3件について約9210万ドル（約100億円）の支払いを命じる評決を下した。残り2件が係争中。